# Leopoldo III di Babenberg
Leopoldo III di Babenberg (Melk, 1073 o 1075 – Klosterneuburg, 15 novembre 1136) fu margravio d'Austria dal 1095 alla morte.
Conosciuto anche con i soprannomi di il Pio o il Santo (la sua festa ricorre il 15 novembre), è il santo patrono dell'Austria, di Vienna, dell'Austria Inferiore e, assieme a san Floriano, dell'Austria Superiore.

## Biografia
Era figlio del margravio Leopoldo II e di Ida di Formbach-Ratelnberg.
Leopoldo si sposò due volte: la prima moglie avrebbe dovuto essere un membro della stirpe dei Perg, che morì nel 1105 mentre la seconda fu Agnese, vedova di Federico I di Svevia e sorella dell'imperatore Enrico V, che aveva sostenuto contro il padre Enrico IV. Questo matrimonio con la casata di Svevia aumentò di molto la posizione dei Babenberg, ai quali vennero garantiti i diritti sull'Austria. Anche Agnese aveva influenzato lo scenario europeo in quanto uno dei suoi figli avuti dal primo matrimonio fu Corrado III.
Leopoldo stesso si definì Princeps Terrae, titolo che rifletteva l'indipendenza delle sue terre. Egli era considerato come un possibile candidato per l'elezione al titolo di re dei Romani nel 1125, ma declinò questo onore.
Egli è principalmente conosciuto per il suo apporto notevole alla ricchezza delle sue terre, in particolare con la fondazione di numerosi monasteri. La sua fondazione più importante fu l'abbazia di Klosterneuburg (1108). Secondo la leggenda, la Vergine Maria gli apparve e gli indicò un punto dove avrebbe trovato il velo che sua moglie Agnese aveva perduto anni prima. Egli indicò quel punto come il luogo dove avrebbe dovuto far erigere il monastero. Successivamente, espandendosi l'abitato attorno al monastero, vi pose la propria residenza.
Leopoldo fondò inoltre i monasteri di Heiligenkreuz, Kleinmariazell e Seitenstetten che si svilupparono in luoghi impervi come le foreste. Tutta questa devozione ed il suo operato per la gloria di Cristo, spinsero a promuovere per lui la canonizzazione che avvenne nel 1485. Leopoldo promosse inoltre lo sviluppo delle città austriache, come Klosterneuburg, Vienna e Kremnitz. In quest'ultima città creò una zecca dello stato. Gli scritti di Enrico di Melk e di Ava di Göttweig, che sono i primi testi letterari dell'Austria, sono datati nel periodo di Leopoldo II.

## Culto
Egli è sepolto nel monastero di Klosterneuburg, da lui fondato. Il suo teschio, conservato in un'urna dorata e decorato con una corona arciducale sul capo, è esposto alla venerazione dei fedeli.
Nel 1663, sotto il regno del suo omonimo Leopoldo I, venne dichiarato santo patrono dell'Austria al posto di San Colomanno.
Il 15 novembre (Leopoldstag) è festa a Vienna e nell'Austria Inferiore, dove scuole ed uffici pubblici vengono chiusi per l'occasione. Lo stesso giorno è festa a Follonica, dove san Leopoldo è patrono.
È raffigurato normalmente o incoronato e con in mano un modello di chiesa, proprio per le molte chiese da lui edificate, o con due panieri, in ricordo del suo prodigarsi per i più poveri.

## Comunità con culto al santo re
- Follonica, provincia di Grosseto, santo patrono, chiesa di San Leopoldo (Follonica)
- Pistoia, chiesa di San Benedetto che tra 1782 e 1957 era intitolata a san Leopoldo
- Vada (provincia di Livorno), chiesa di San Leopoldo Re
- Cecina, (provincia di Livorno), dove san Leopoldo è venerato come compatrono insieme a san Giuseppe nel duomo della città a loro dedicato
- Cormons (provincia di Gorizia) chiesa di San Leopoldo
- Varie chiese sulla Montagna pistoiese

## Matrimonio ed eredi
Dal matrimonio con la nobildonna appartenente alla stirpe dei Perg nacque un figlio:
- Adalberto.

Dal matrimonio con Agnese di Waiblingen, nacquero:
- Berta (1107 - 11 aprile 1150), andata sposa al conte Enrico III di Ratisbona;
- Enrico (1107 – 13 gennaio 1177), conte palatino del Reno dal 1140 al 1141, margravio d'Austria dal 1141 al 1156 e, come Enrico XI, duca di Baviera dal 1141 al 1156 e duca d'Austria dal 1156 al 1177;
- Leopoldo IV (1108 circa – 18 ottobre 1141), margravio d'Austria dal 1136 e duca di Baviera dal 1139 sino alla sua morte;
- Ottone (15 dicembre 1109 - 28 settembre 1158), monaco cistercense e poi vescovo di Frisinga;
- Agnese (1111 - 25 gennaio 1157), andata sposa a Ladislao II, principe di Polonia e duca di Slesia (1105 – 1159);
- Ernesto (1113 - 23 gennaio 1137);
- Giuditta (1115 – 1169), andata sposa a Guglielmo V, marchese del Monferrato (1100 – 1191);
- Corrado (1120 – 28 settembre 1168), vescovo di Passavia dal 1148 al 1164, arcivescovo di Salisburgo dal 1164 al 1168;
- Geltrude (1120 circa - 5 agosto 1151), andata sposa a Vladislao II, re di Boemia (circa 1110 – 1174);
- Elisabetta (1124 - 20 maggio 1143), andata sposa ad Ermanno II di Winzenburg († 1152).

## Ascendenza
|                            |   |                          | Genitori               |  |  | Nonni |  |  | Bisnonni               |  |  | Trisnonni               |  |
|                            |   |                          |                        |  |  |       |  |  | Adalberto di Babenberg |  |  | Leopoldo I di Babenberg |  |
|                            |   |                          |                        |  |  |       |  |  | Adalberto di Babenberg |  |  | Leopoldo I di Babenberg |  |
|                            |   | Riccarda di Sualafeldgau |                        |  |  |       |  |  | Adalberto di Babenberg |  |  |                         |  |
| Ernesto di Babenberg       |   |                          |                        |  |  |       |  |  | Adalberto di Babenberg |  |  |                         |  |
|                            |   | Frozza Orseolo           | Ottone Orseolo         |  |  |       |  |  |                        |  |  |                         |  |
|                            |   | Frozza Orseolo           | Ottone Orseolo         |  |  |       |  |  |                        |  |  |                         |  |
|                            |   | Frozza Orseolo           | Grimelda d'Ungheria    |  |  |       |  |  |                        |  |  |                         |  |
| Leopoldo II di Babenberg   |   | Frozza Orseolo           |                        |  |  |       |  |  |                        |  |  |                         |  |
|                            |   | Dedi I di Lusazia        | Teodorico I di Lusazia |  |  |       |  |  |                        |  |  |                         |  |
|                            |   | Dedi I di Lusazia        | Teodorico I di Lusazia |  |  |       |  |  |                        |  |  |                         |  |
|                            |   | Dedi I di Lusazia        | Matilde di Meissen     |  |  |       |  |  |                        |  |  |                         |  |
| Adelaide di Eilenburg      |   | Dedi I di Lusazia        |                        |  |  |       |  |  |                        |  |  |                         |  |
|                            |   | Oda di Lusazia           | Tietmaro IV            |  |  |       |  |  |                        |  |  |                         |  |
|                            |   | Oda di Lusazia           | Tietmaro IV            |  |  |       |  |  |                        |  |  |                         |  |
|                            |   | Oda di Lusazia           | …                      |  |  |       |  |  |                        |  |  |                         |  |
| Leopoldo III di Babenberg  |   | Oda di Lusazia           |                        |  |  |       |  |  |                        |  |  |                         |  |
|                            | … | …                        |                        |  |  |       |  |  |                        |  |  |                         |  |
|                            | … | …                        |                        |  |  |       |  |  |                        |  |  |                         |  |
|                            | … | …                        |                        |  |  |       |  |  |                        |  |  |                         |  |
| Rapoto IV di Cham          | … |                          |                        |  |  |       |  |  |                        |  |  |                         |  |
|                            |   | …                        | …                      |  |  |       |  |  |                        |  |  |                         |  |
|                            |   | …                        | …                      |  |  |       |  |  |                        |  |  |                         |  |
|                            |   | …                        | …                      |  |  |       |  |  |                        |  |  |                         |  |
| Ida di Formbach-Ratelnberg |   | …                        |                        |  |  |       |  |  |                        |  |  |                         |  |
|                            |   | …                        | …                      |  |  |       |  |  |                        |  |  |                         |  |
|                            |   | …                        | …                      |  |  |       |  |  |                        |  |  |                         |  |
|                            |   | …                        | …                      |  |  |       |  |  |                        |  |  |                         |  |
| Mathilde                   |   | …                        |                        |  |  |       |  |  |                        |  |  |                         |  |
|                            |   | …                        | …                      |  |  |       |  |  |                        |  |  |                         |  |
|                            |   | …                        | …                      |  |  |       |  |  |                        |  |  |                         |  |
|                            |   | …                        | …                      |  |  |       |  |  |                        |  |  |                         |  |
|                            |   | …                        |                        |  |  |       |  |  |                        |  |  |                         |  |